# ترابری پاسخگو
ترابری پاسخگو یا ترابری پاسخگو به تقاضا، که با عنوان خدمات ترابری انعطاف‌پذیر نیز شناخته می‌شود، ترابری خصوصی مشترک (یا شبه عمومی) است که در آن وسایل نقلیه، به جای استفاده از یک مسیر ثابت یا جدول زمانی، مسیر خود را بر اساس تقاضای ترابری تغییر می‌دهند. این وسایل نقلیه معمولاً با توجه به نیاز مسافر، مسافرها را در مکان‌هایی که می‌خواهند پیاده و سوار می‌کنند. این خودروها می‌توانند شامل تاکسی، اتوبوس یا وسایل نقلیه دیگر باشند.

DRT و انواع دیگر ترابری